# Miel Mundt

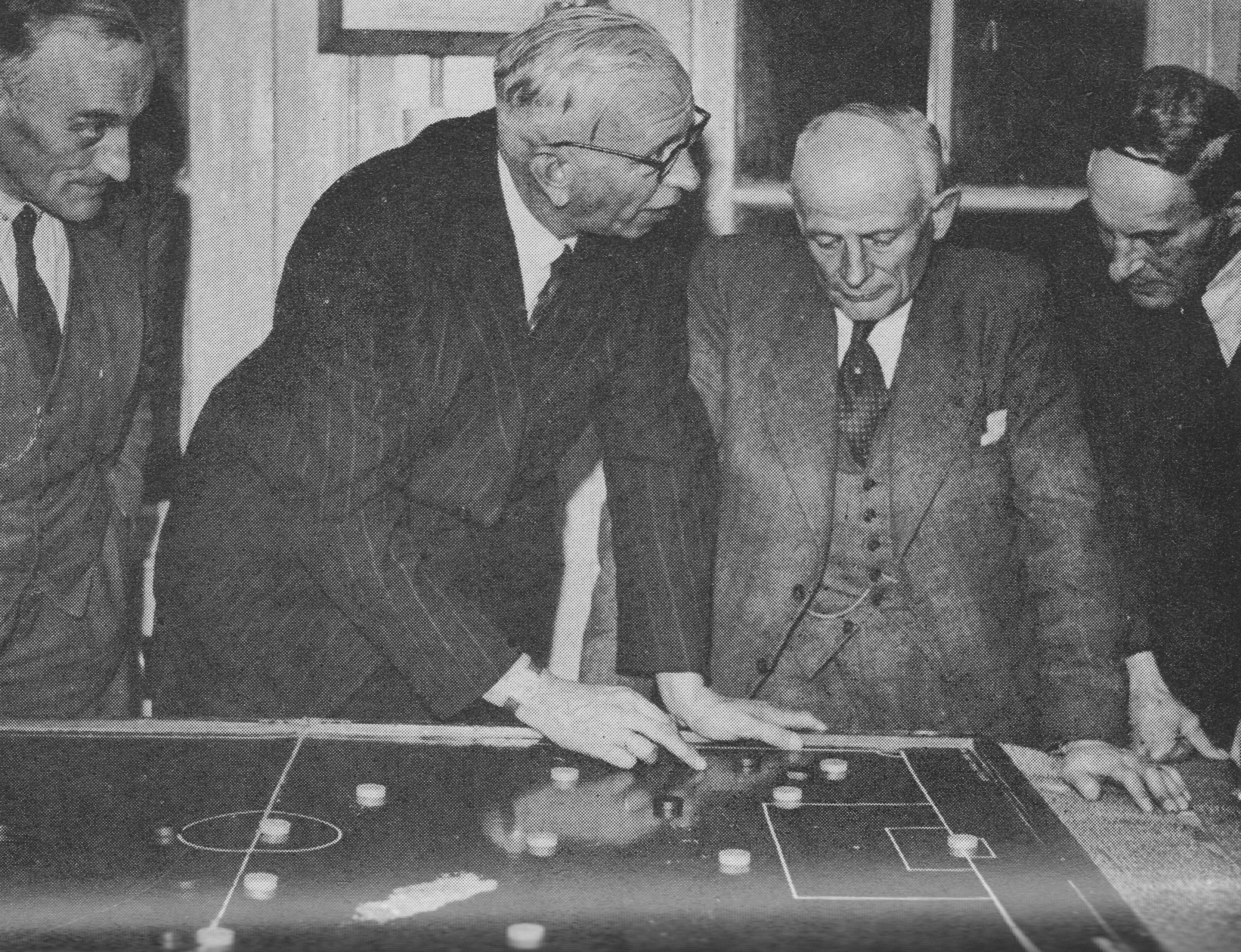
Discussões táticas sobre a seleção holandesa de futebol no estádio do time "V.U.C.", em Haia, em 1930. Da esquerda para a direita: Otto de Vries, Henk Herberts, Loe Boeljon e Miel Mundt.

Emil "Miel" Gustav Mundt  (Soekaboemi, 17 de fevereiro de 1884 - 17 de julho de 1949) foi um futebolista neerlandês, medalhista olímpico.
Miel Mundt competiu nos Jogos Olímpicos de Verão de 1908 em Londres. Ele ganhou a medalha de bronze.